# Jürg (dessinateur)
Jurgen Hermant dit Jürg, né le 9 octobre 1973 à Ath (province de Hainaut), est un auteur de bande dessinée, illustrateur et tatoueur belge francophone.

## Biographie
Jurgen Hermant naît le 9 octobre 1973 à Ath. Il est passionné d'univers forts et underground. Il suit les cours d'arts plastiques de l'Institut Saint-Luc à Mons, ainsi que les cours de promotion sociale du Hainaut à Jemappes de 1988 à 1991. Il poursuit sa formation artistique à l'Institut Saint-Luc de Bruxelles d'où il sort diplômé d'un graduat en 1995,.
Jürg réalise avec Toshy Choc qu'il édite en collaboration avec une librairie de bande dessinée en 1993, cette première expérience éditoriale lui permet de découvrir le milieu professionnel,. Il crée ensuite un collectif d'histoires courtes, en collaboration avec plusieurs auteurs et amis sous le label Hécatombes dont 4 recueils sont édités entre 1995 et 1998, ces recueils servant de cartes de visites auprès d'éditeurs. Il publie dans le supplément Le Rebelle du fanzine Rêve-en-Bulles no 12 de janvier 1996. Il collabore avec son ami Fred Druart à plusieurs projets indépendants,. Il est repéré par un jeune directeur de collection et réalise son premier roman graphique en noir et blanc, Noces de chiens en collaboration avec l'écrivain de polar Jean-Bernard Pouy dans la collection « Petits Meurtres » aux Éditions du Masque en 1999. Trois ans plus tard, toujours avec le même écrivain, il réalise À l'ombre des étoiles dans la même collection.
En 2002, il publie deux albums en Espagne qui n'ont jamais été traduits en français,.
La même année, l'éditeur Emmanuel Proust, lui propose une adaptation en bande dessinée du roman Tête de nègre du célèbre écrivain Daniel Picouly qu'il réalise librement dans la collection « Trilogies ». En parallèle, il lance une série plus contemporaine Les Couzes avec le scénariste Baloo dont le premier tome sort en 2004 dans la même collection (le second volume est réalisé en 2005, mais n'est jamais paru, la série étant abandonnée par l'éditeur). En 2006, il publie seul le roman graphique Twist and shout, édité dans la collection « Carrément » aux éditions bordelaises Les Requins Marteaux. L'année suivante, il publie le deuxième opus de Tête de nègre intitulé : Le Casse du siècle. Entre 2008 et 2011, il multiplie ses expériences éditoriales dans diverses publications telles El Rios ou Kramix et il crée le collectif d'artistes Wild inks dont le but est d'exposer des travaux d'illustrations au sein d'événements tournés vers la bande dessinée.
En 2013, il publie un conte noir avec Jean-Luc Cornette, Ziyi — un nouveau roman graphique de prospective, réalisé en noir et blanc et entièrement muet, portant un regard sombre sur le monde et ses dérives — aux Éditions Scutella. En 2018, il rend hommage à Philippe Foerster dans Noir délire. Il retrouve le scénariste Jean-Luc Cornette pour l'adaptation en bande dessinée du roman de Jean Teulé intitulé : Fleur de Tonnerre sur un fait divers historique, qui eut lieu en Bretagne,,, publié aux éditions parisiennes Futuropolis en 2020. L'ouvrage obtient un accueil critique positif dans de nombreux médias,,.
En 2021, il fait son entrée à Fluide glacial avec la série Chevalerie qui comporte cinq courts récits de deux ou trois planches jusqu'en 2022. La même année, il publie avec Fred Druart un autre court récit de cinq planches Les Mafioles pour ce même journal d'humour.
En 2024, il retrouve Jean-Luc Cornette pour lequel il dessine le roman graphique Le Feu et la glace sur le cinéma du réalisateur Georg Wilhelm Pabst en juillet 1929, publié par Futuropolis,. 
Comme illustrateur on lui doit l'ouvrage de Damien Dupuy : La Petite Histoire de l'histoire (Tome 2) publié aux éditions IDC communication en 2018.
Il publie également dans revues comme Science et Vie junior, Psikopat, Dofus Mag ou encore Aaarg !,.
Il participe aussi aux collectifs Paroles de taule (Delcourt, 2001), Les Collectionneurs (Éditions du Long Bec, coll. « HumoristiK », 2015), Les Aventures vraies de Fatman et Piggy Pork (La Grande Ourse, 2018) et Drunken George - La Légende du pire héros de l'Ouest (Monsieur Pop Corn, 2019) et Le Tatouage mais avec humour ! (Audie, coll. « Fluide glacial », 2024).
Depuis quelques années, le travail de Jürg évolue vers une forme moins narrative et plus libre. Il s'adonne à la peinture, il réalise des affiches, des pochettes de CD et illustre des nouvelles ou encore des chroniques.
L'artiste expose ses œuvres tant en Belgique qu'à l'étranger.
Comme enseignant, il organise des stages de bande dessinée à la Royale Académie internationale d'été de Wallonie.

### Vie privée
Jürg vit à Bruxelles.

## Œuvres

### Albums de bande dessinée
- Noces de chien[28], Éditions du Masque, coll. « Petits Meurtres », janvier 1999
Scénario : Jean-Bernard Pouy - Dessin : Jürg - Couleurs : noir et blanc -  (ISBN 2-7024-9334-3)
- Beaf, Crash Airlines Éditions, coll. « Exotic Comix », février 1999
Scénario et dessin : Jürg - Couleurs : noir et blanc -  (ISBN 2930310014)
- À l'ombre des étoiles, Éditions du Masque, coll. « Petits Meurtres », avril 2002
Scénario : Jean-Bernard Pouy - Dessin : Jürg - Couleurs : noir et blanc -  (ISBN 2702493599)

#### Tête de nègre
- Tome 1[29],[30],[31], Emmanuel Proust éditions, coll. « Trilogies », Paris, septembre 2002
Scénario : Daniel Picouly - Dessin : Jürg - Couleurs : Fabrice Lavollay -  (ISBN 284810001X)
- 2. Le Casse du siècle[10], Emmanuel Proust éditions, coll. « Trilogies », Paris, avril 2007
Scénario : Daniel Picouly - Dessin : Jürg - Couleurs : Fabrice Lavollay -  (ISBN 9782848100180)

#### Les Couzes
- 1. Les Couzes[32], Emmanuel Proust éditions, coll. « Trilogies », Paris, août 2004
Scénario : Baloo - Dessin et couleurs : Jürg -  (ISBN 2848100486)

#### One shots
- Twist and Shout[9], Les Requins Marteaux, coll. « Carrément », Bordeaux, janvier 2006
Scénario et dessin : Jürg - Couleurs : noir et blanc -  (ISBN 2849610208)
- Ziyi[33],[11], éditions Scutella, Angoulême, 31 janvier 2013
Scénario : Jean-Luc Cornette - Dessin : Jürg - Couleurs : noir et blanc -  (ISBN 9782918111122)
- Fleur de Tonnerre[34],[35],[36],[37],[38], Futuropolis, Paris, 7 octobre 2020
Scénario : Jean-Luc Cornette - Dessin et couleurs : Jürg -  (ISBN 978-2-7548-2525-2),Adaptation du roman de Jean Teulé.
- Le Feu et la glace[39],[20],[21], Futuropolis, coll. « Albums », Paris, 3 avril 2024
Scénario : Jean-Luc Cornette - Dessin et couleurs : Jürg -  (ISBN 9782754833103)

### Collectifs
- 3. Hécatombes, Point Image, coll. « bande à part », Bruxelles, 1996
Scénario et dessin : Collectif dont Jürg - Couleurs : noir et blanc -  (ISBN 9782930110059)
- 4. Hécatombes, Librairie Ziggourat, Bruxelles, 1997
Scénario et dessin : Collectif dont Jürg - Couleurs : noir et blanc -  (ISBN 2-930203-01-3)
- 2. Paroles de taule[40], Delcourt, coll. « Encrages », Paris, novembre 2001
Scénario : Éric Corbeyran - Dessin : Collectif dont Jürg - Couleurs : noir et blanc -  (ISBN 2-84055-782-7)
- Les Collectionneurs[25],[41] (scénario : Baloo), avec un collectif de dessinateurs, Éditions du Long Bec, coll. « HumoristiK », 2015, 11 scénarios pour des dessinateurs différents dont Jürg, la couverture est signée Jean Solé.
- Atroce[42] ! (scénario de Jean-François Caritte), avec un collectif de quatre dessinateurs (Bernard Khattou, Jürg, Mr Pek, Rifo), 2016
- Les Aventures vraies de Fatman et Piggy Pork, La Grande Ourse, Andenne, 2018.
- Le Tatouage mais avec humour[26] !, Audie, coll. « Fluide glacial », Paris, 10 janvier 2024
Scénario : collectif - Dessin : collectif dont Jürg - Couleurs : quadrichromie -  (ISBN 979-10-38206-83-0) — Participation : Les Origines du tatouage.

### Artbooks
- Noir[43], Les inéditables, janvier 2014
Scénario : - - Dessin : collectif dont Jürg - Couleurs : noir et blanc -  (ISBN 978-2-9600865-7-7)

### En revues et journaux
- Mange une main de Nicolas Ancion dans Kramix no 2 de mars-avril 2010, Le Lombard[44]
- Petites histoires en temps de crise de Nicolas Ancion dans Kramix no 4 de juillet-août 2010[44].

### Illustrations
- La Petite Histoire de l'histoire t. 2 de Damien Dupuy publié aux éditions IDC communication en 2018  (ISBN 979-10-94302-37-8)[22].

### Expositions

#### Expositions personnelles
- Jürg, Bunker Ciné-Théâtre, Saint-Josse-ten-Noode du 22 au 24 juin 2012[45].

#### Expositions collectives
- Disorder Memorial[46] SPF Emploi, Bruxelles du 6 septembre au 1er novembre 2019.

#### Livres
: document utilisé comme source pour la rédaction de cet article.
- Jacques Fiérain, « Jürg », dans La BD dans la province du Hainaut, Charleroi, Éd. l'Âge d'or, septembre 2006, 96 p., ill. ; 31 cm (ISBN 9782960046458 et 2960046455, OCLC 469651838, présentation en ligne), p. 28.
- Philippe Mellot, Michel Denni, Laurent Turpin et Isabelle Morzadec, Trésors de la bande dessinée : BDM 2023-2024 - Catalogue encyclopédique et Argus, Paris, Les Arènes, novembre 2022, 23e éd., 1677 p., ill. ; 23 cm (ISBN 9791037507280, OCLC 1351462460, présentation en ligne), p. 55, 101, 342, 897, 1246, 1392, 1487. .

#### Articles
- Daniel Picoli et Jürg (interviewés par Nicolas Anspach), « Interview Daniel Picoli et Jürg », Auracan,‎ septembre 2002 (lire en ligne, consulté le 15 août 2023).
- Jean-Luc Cornette et Jürg (interviewés par Philippe Tomblaine), « Hélène Jégado, dite Fleur de Tonnerre : arsenic et vieilles dentelles bretonnes… », BDzoom,‎ 17 novembre 2020 (lire en ligne, consulté le 9 août 2025).